# ARNsn U4
 (juillet 2014).
Si vous disposez d'ouvrages ou d'articles de référence ou si vous connaissez des sites web de qualité traitant du thème abordé ici, merci de compléter l'article en donnant les références utiles à sa vérifiabilité et en les liant à la section « Notes et références ».

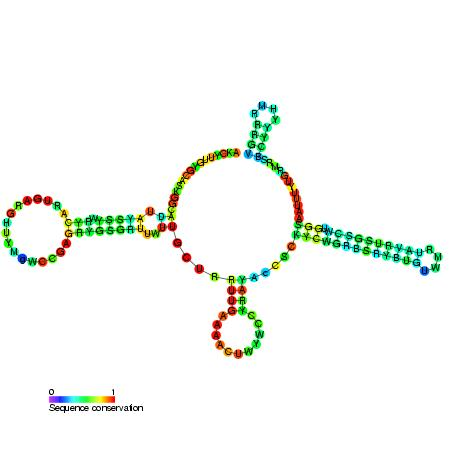
Un ARNsn U4. Les parties rouges sont les parties invariantes.

L’ARNsn U4 est un petit ARN nucléaire (snRNA ou ARNpn) entrant dans la composition des petites ribonucléoprotéines nucléaires U4. C'est l'un des composants du splicéosome, la machinerie qui réalise l'épissage des ARN chez les eucaryotes,. Il s'associe avec l'ARNsn U6 par appariement, et à chaque cycle d'épissage, il est déplacé de l'ARNsn U6 (et du splicéosome) dans une réaction ATP-dépendante permettant à U6 de se replier et de créer le site actif pour catalyser l'épissage. Un processus de recyclage impliquant la protéine Brr2 sépare U4 de U6, alors que la protéine Prp24 les réassemble.

## Rôle biologique
On a démontré que l'ARNsn U4 existait sous un certain nombre de formes différentes, dont:
1. lié seulement à des petites protéines nucléaires snRNP
2. associé à de l'ARNsn U6 dans des di-snRNP [2]
3. associé à la fois avec l'ARNsn U6 et l'ARNsn U5 dans des tri-snRNP.

Ces différents formes semblent exister à des étapes différentes du cycle d'épissage. 
L'ARNsn U4 et son analogue le snR14 de la levure ne participent pas directement à des activités enzymatiques spécifiques d'épissage et on pense qu'ils agissent en tant que régulateur de l'ARNsn U6. L'ARNsn U4 inhibe l'activité du splicéosome lorsqu'il s'apparie avec des bases complémentaires de l'ARNsn U6. On pense que cette association empêche l'ARNsn U6 de se réunir avec l'ARNsn U2 dans la conformation requise pour leur activité catalytique. Par contre, si l'on dégrade l'ARNsn U4 et donc qu'on le retire du splicéosome, l'épissage s'arrête. Les ARNsn U4 et U6 sont nécessaires pour un épissage in vitro. 